# Taixfín ibn Alí
Taixfín (o Taixufin o Taixafín) ibn Alí ibn Yússuf al-Lamtuní as-Sanhají (àrab: تاشفين بن علي بن يوسف اللمتوني الصنهاجي, Tāxfīn (o Tāxufīn o Tāxafīn) b. ʿAlī b. Yūsuf al-Lamtūnī aṣ-Ṣanhājī) fou emir almoràvit del Magreb i l'Àndalus (1143-1145).
Sota el seu pare Alí ibn Yússuf ibn Taixfín fou governador de l'Àndalus, on va realitzar diversos atacs a places fortes cristianes i a rebels o bandits de les regions de Toledo, Badajoz, Sevilla i Còrdova, destacant en 1030 la conquesta de la fortalesa d'Azeca, a prop de Toledo, al nord-oest d'aquesta ciutat; la victòria prop de Badajoz el 1034; la conquesta de la fortalesa d'Idiana i del castell d'Escalona, i la conquesta d'Albaca,l nord de Còrdova. En aquest darrer lloc fou atacat per sorpresa per un destacament de cristians però es va poder retirar a temps. Taixfín era molt popular i el seu germanastre Sir ibn Alí n'estava gelós. Sir era l'hereu presumpte d'Alí i va pressionar-lo perquè Taixfín fos cridat a Marràqueix al començament de 1138. Però Sir va morir uns mesos més tard i llavors Taixfín fou declarat hereu. A la mort del seu pare, el 28 de gener de 1143, el va succeir com a amir al-muminín.
Els almohades, que s'havien revoltat i estaven sota la direcció d'Abd-al-Mumin ibn Alí, anaven guanyant terreny i recollint més partidaris. Taixfín fou derrotat en una batalla a l'exterior de la ciutat de Tlemcen el 1145, i les seves forces es van haver de retirar cap a Orà; havia cridat alguns vaixells a la costa que venien des d'Almeria per portar-lo a l'Àndalus si calia. Una caiguda de cavall en un penya-segat a la costa li va costar la vida el 23 de març de 1145. La seva mort fou aprofitada per Alfons VII de Lleó per ocupar algunes fortaleses com Oreja, Coria i Mora, i rebels andalusins es van aixecar contra els almoràvits a l'Algarve i Còrdova. El va succeir el seu jove fill Ibrahim ibn Taixfín.